# Garchizy
Garchizy ist eine französische Gemeinde mit 3666 Einwohnern (Stand: 1. Januar 2022) im Département Nièvre in der Region Bourgogne-Franche-Comté. Die Gemeinde gehört zum Arrondissement Nevers und zum Kanton Fourchambault. Die Einwohner werden Garchizois genannt.

## Geografie
Garchizy liegt in Zentralfrankreich am Ufer der Loire. Umgeben wird Garchizy von den Nachbargemeinden Pougues-les-Eaux im Norden, Varennes-Vauzelles im Osten, Fourchambault im Süden, Cours-les-Barres im Westen und Südwesten sowie Germigny-sur-Loire im Nordwesten.
Die Gemeinde besitzt seit 1861 einen Bahnhof an der Bahnstrecke Moret-Veneux-les-Sablons–Lyon-Perrache, welcher von Zügen des TER Bourgogne-Franche-Comté der Verbindung Cosne-sur-Loire–Nevers bedient wird.

## Bevölkerungsentwicklung
| Jahr                       | 1962 | 1968 | 1975 | 1982 | 1990 | 1999 | 2006 | 2011 |
| Einwohner                  | 3154 | 3189 | 3711 | 3612 | 3939 | 3819 | 3650 | 3836 |
| Quellen: Cassini und INSEE |      |      |      |      |      |      |      |      |

## Persönlichkeiten
- Miguel Martinez (* 1976), Radrennfahrer, Europa- und Weltmeister, Olympiasieger, in Garchizy aufgewachsen